# Contractie (stijlfiguur)
Een contractie of samentrekking is een stijlfiguur waarbij, met name in de poëzie, een enkele medeklinker of onbeklemtoonde klinker in een woord wordt weggelaten om zo tot een beter metrum te komen.
voorbeelden
- saâm = samen
- liên = lieden
- bittre = bittere

In de oudere Nederlandse poëzie werd de samentrekking vaak door een dakje (^) aangegeven.

## Taalkunde
Het begrip contractie bestaat ook in de taalkunde. Ook hier is sprake van het verdwijnen van een letter. Het gaat daarbij om een ontwikkeling, zoals weder → weer, die natuurlijk overkomt. Bij contractie als stijlfiguur komt het echter gekunsteld over.